# Командно окружење Windows-а
Командно окружење Windows-а је графички кориснички интерфејс Microsoft Windows-а, које се састоји се од радне површине, траке задатака, менија „Старт”, функције за промену задатака и функције AutoPlay.

## Историја

### 1985(Windows 1.0–Windows 2.11)
Од почетка, Windows је користио MS-DOS Executive. Могао је да отвара фајлове, отвара и прави директоријуме, промени име партиције и да се искључи Windows.

### 1990 Фајл менаџер и програмски менаџер (Windows 3.0–Windows NT 3.51)
Додали графику, лакше коришћење и подржавање иконица на програмима и осталим фајловима.
Windows Explorer (радна површина, истраживач фајлова, трака задатака, мени ́„Старт”) 1995 (Windows 95) 
Са својим лаким коришћењем и лепоти, Windows је постао најпродаванији оперативни систем.
- На траци задатака су били приказани програми и мени „Старт”
- На менију „Старт” пречице.
- На радној површини још пречица са могућим додатком фајлова и директоријума.

### 1998 (Windows 98)
као истраживач фајлова, улепшавање.

### 2001 (Windows XP)
Могућност промене тема, Луна тема, нова трака задатака, мени „Старт” и нове иконе.

### 2007 (Windows Vista)
Додата провидност.

### 2012 (Windows 8)
Мени „Старт” премештен у почетни екран, леп за таблете.

### 2015 (Windows 10)
Враћен мени „Старт”, али и даље има могућности као екран „Почетак”.